# مستحرة متقلبة يوزونية
مستحرة متقلبة يوزونية (الاسم العلمي:Thermoproteus uzoniensis) هي نوع من العتائق يتبع جنس المستحرة المتقلبة من فصيلة المستحرية المتقلبة.